# تیم (گروه موسیقی)
تیم (به انگلیسی: TEAM) یک گروه اسلواک در سبک پاپ راک می‌باشد . این گروه در دهه هشتاد میلادی به عنوان سرشناس‌ترین گروه راک در چکسلواکی شناخته می شد. در سال ۱۹۸۹، این گروه با انتشار آلبوم اورا تیم (Ora Team، در زبان اسپرانتو به معنی گروه طلایی) به عنوان یکی از مطرح‌ترین گروه‌های موسیقی در دنیای اسپرانتو نام خود را مطرح ساخت. 